# Totally Spies! Mon agenda secret
 (avril 2020).
Si vous disposez d'ouvrages ou d'articles de référence ou si vous connaissez des sites web de qualité traitant du thème abordé ici, merci de compléter l'article en donnant les références utiles à sa vérifiabilité et en les liant à la section « Notes et références ».
Totally Spies! Mon agenda secret est un jeu vidéo sorti le 18 juin 2009 sur Nintendo DS. Le jeu a été développé par Ouat Entertainment et édité par Ubisoft.

## Système de jeu
On retrouve les Spies qui  donnent tous les jours de nouveaux conseils. Tout est protégé par un mot de passe. Le joueur peut se confier aux Totally Spies, écrire tous ses secrets et les emmener partout. Le joueur a aussi la possibilité de noter toutes les infos sur ses amies et leurs coordonnées et chatter avec elles.